# Saint-Maixent (Sarthe)
Saint-Maixent és una comuna francesa situada al departament del Sarthe i a la regió dels Països del Loira.
L'any 2007 tenia 754 habitants.

## Demografia

### Població
El 2007 la població de fet de Saint-Maixent era de 754 persones. Hi havia 292 famílies de les quals 71 eren unipersonals (24 homes vivint sols i 47 dones vivint soles), 87 parelles sense fills, 114 parelles amb fills i 20 famílies monoparentals amb fills.
La població ha evolucionat segons el següent gràfic:
Habitants censats

### Habitatges
El 2007 hi havia 410 habitatges, 291 eren l'habitatge principal de la família, 76 eren segones residències i 43 estaven desocupats. 397 eren cases i 12 eren apartaments. Dels 291 habitatges principals, 243 estaven ocupats pels seus propietaris, 42 estaven llogats i ocupats pels llogaters i 5 estaven cedits a títol gratuït; 4 tenien una cambra, 24 en tenien dues, 64 en tenien tres, 86 en tenien quatre i 113 en tenien cinc o més. 186 habitatges disposaven pel capbaix d'una plaça de pàrquing. A 112 habitatges hi havia un automòbil i a 150 n'hi havia dos o més.

### Piràmide de població
La piràmide de població per edats i sexe el 2009 era:
| Homes | Edats   | Dones |
| ----- | ------- | ----- |
| 0     | 95 o +  | 0     |
| 4     | 90 a 94 | 4     |
| 8     | 85 a 89 | 8     |
| 12    | 80 a 84 | 16    |
| 4     | 75 a 79 | 12    |
| 16    | 70 a 74 | 28    |
| 12    | 65 a 69 | 16    |
| 20    | 60 a 64 | 16    |
| 16    | 55 a 59 | 12    |
| 24    | 50 a 54 | 28    |
| 20    | 45 a 49 | 12    |
| 24    | 40 a 44 | 12    |
| 36    | 35 a 39 | 36    |
| 12    | 30 a 34 | 32    |
| 20    | 25 a 29 | 12    |
| 16    | 20 a 24 | 20    |
| 24    | 15 a 19 | 8     |
| 8     | 10 a 14 | 28    |
| 20    | 5 a 9   | 12    |
| 20    | 0 a 4   | 12    |

## Economia
El 2007 la població en edat de treballar era de 459 persones, 357 eren actives i 102 eren inactives. De les 357 persones actives 334 estaven ocupades (174 homes i 160 dones) i 24 estaven aturades (10 homes i 14 dones). De les 102 persones inactives 37 estaven jubilades, 41 estaven estudiant i 24 estaven classificades com a «altres inactius».

### Ingressos
El 2009 a Saint-Maixent hi havia 299 unitats fiscals que integraven 778 persones, la mediana anual d'ingressos fiscals per persona era de 16.711 €.

### Activitats econòmiques
Dels 23 establiments que hi havia el 2007, 3 eren d'empreses alimentàries, 2 d'empreses de fabricació d'altres productes industrials, 3 d'empreses de construcció, 3 d'empreses de comerç i reparació d'automòbils, 2 d'empreses de transport, 2 d'empreses d'hostatgeria i restauració, 1 d'una empresa financera, 2 d'empreses de serveis, 2 d'entitats de l'administració pública i 3 d'empreses classificades com a «altres activitats de serveis».
Dels 3 establiments de servei als particulars que hi havia el 2009, 2 eren fusteries i 1 lampisteria.
Dels 2 establiments comercials que hi havia el 2009, 1 era una botiga de menys de 120 m² i 1 una fleca.
L'any 2000 a Saint-Maixent hi havia 17 explotacions agrícoles que ocupaven un total de 1.067 hectàrees.

## Equipaments sanitaris i escolars
El 2009 hi havia una escola elemental.

## Poblacions més properes
El següent diagrama mostra les poblacions més properes.